# 江北街道 (安康市)
江北街道，是中华人民共和国陕西省安康市汉滨区下辖的一个乡镇级行政单位。

## 行政区划
江北街道下辖以下地区：
临江社区、张沟桥社区、东站社区、西站社区、前张岭社区、后张岭社区、张岭社区、沙石厂社区、长征村、中渡村、晏台村、寇家沟村、张岭村、刘家沟村、李家嘴村、新义村、水田沟村、朱家湾村、柳林子村、双泉村和青峰村。